# Anbjørn Ekeland
Anbjørn Ekeland (8 agosto 1947) è un ex calciatore norvegese, di ruolo difensore.

## Carriera

### Club

#### Viking
Ekeland giocò nel Viking dal 1966 al 1975, vincendo quattro campionati (1972, 1973, 1974 e 1975). Totalizzò 156 presenze in campionato, con 3 reti all'attivo.

### Nazionale
Conta 3 presenze per la Norvegia. Esordì il 25 agosto 1971, nel pareggio per 1-1 contro la Finlandia.

## Palmarès

### Club

#### Competizioni nazionali
- Campionato norvegese: 4

Viking: 1972, 1973, 1974, 1975